# Torneo de Kuala Lumpur 2013
El Proton Malaysian Open 2013 es un torneo de tenis. Pertenece al ATP Tour 2013 en la categoría ATP World Tour 250. El torneo tendrá lugar en la ciudad de Kuala Lumpur, Malasia, desde el 24 de septiembre hasta el 30 de septiembre de 2013 sobre canchas duras.

## Cabezas de serie
| Tenista            | Ranking | No. |
| David Ferrer       | 4       | 1   |
| Stanislas Wawrinka | 10      | 2   |
| Nicolás Almagro    | 18      | 3   |
| Jürgen Melzer      | 27      | 4   |
| Julien Benneteau   | 33      | 5   |
| Dmitry Tursunov    | 34      | 6   |
| Vasek Pospisil     | 41      | 7   |
| Nikolai Davydenko  | 43      | 8   |

- Los cabezas de serie, están basados en el ranking ATP del 16 de septiembre de 2013.

### Dobles masculinos
| Tenista                                | Ranking | Preclasificada |
| Aisam-ul-Haq Qureshi Jean-Julien Rojer | 29      | 1              |
| Julien Benneteau Nenad Zimonjić        | 35      | 2              |
| Santiago González Scott Lipsky         | 60      | 3              |
| Treat Huey Dominic Inglot              | 61      | 4              |

- Los cabezas de serie, están basados en el ranking ATP del 16 de septiembre de 2013.

## Campeones

### Individual Masculino
João Sousa venció a  Julien Benneteau por 2-6, 7-5, 6-4

### Dobles Masculino
Eric Butorac /  Raven Klaasen vencieron a  Pablo Cuevas /  Horacio Zeballos por 6-2, 6-4